# دسنا
دسنا (به لاتین: Desna) یک رود در روسیه است که در استان مسکو واقع شده‌است.